# 1226 w polityce

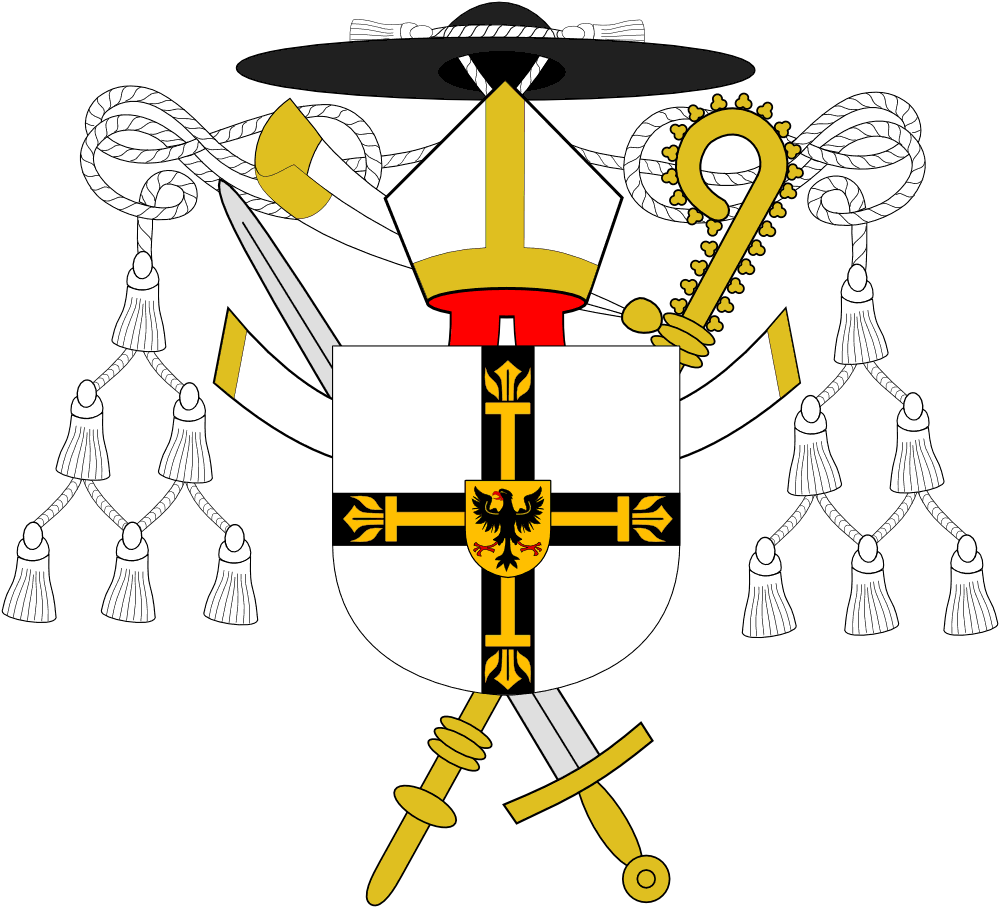
Herb wielkiego mistrza Zakonu krzyżackiego

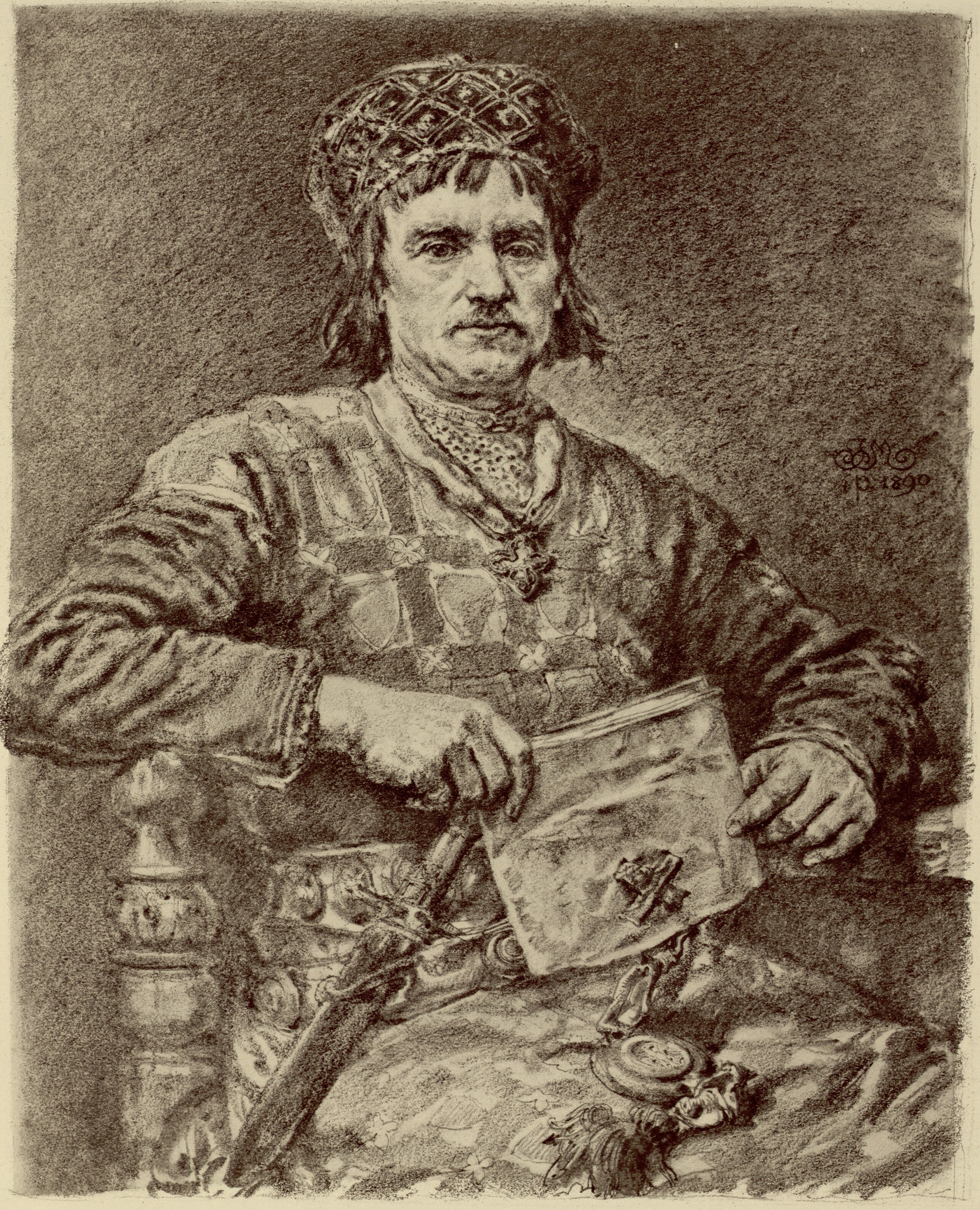
Boleslaw V Wstydliwy, książę krakowski

Wydarzenia polityczne w 1226 roku.

## Wydarzenia
- Sprowadzenie krzyżaków do Polski przez księcia Konrada Mazowieckiego[1].
- Ludwik IX Święty zostaje królem Francji[2].

## Urodzili się
- 21 czerwca Bolesław V Wstydliwy[3], syn Leszka Białego i Grzymisławy, książę krakowski (zm. 1279[4]).

## Zmarli
- 8 listopada Ludwik VIII Lew, król Francji[5][6].
- Pedro Alfonso de León, rzekomy nieślubny syn króla Alfonsa IX i wielki mistrz Zakonu Santiago[7].